# KPN (Unternehmen)
Die Koninklijke KPN NV oder (englisch) Royal KPN NV (zu Deutsch Königliche Post- und Telefongesellschaft) ist ein börsennotierter niederländischer Telekommunikationskonzern, entstanden aus der Privatisierung des ehemaligen Staatsunternehmens PTT im Jahr 1998. Seit 2006 hält der niederländische Staat keine Beteiligung mehr an der KPN. Die Abkürzung KPN steht für Koninklijke PTT Nederland. Der Firmensitz von KPN war ursprünglich Den Haag, 2017 erfolgte der Umzug mit 2000 Mitarbeitern in den neuen KPN Tower am Kop van Zuid in Rotterdam.

## Geschichte
Seit dem Jahr 2000 war die Mobilfunktochter KPN Mobile Eigentümerin des drittgrößten deutschen Mobilfunknetzbetreibers E-Plus. Im Juli 2000 gründete KPN über E-Plus zusammen mit der NTT DOCOMO und Hutchison Whampoa ein Konsortium zur gemeinsamen Teilnahme an der Versteigerung der UMTS-Lizenzen in Deutschland. Im September 2014 wurde E-Plus für 5 Milliarden Euro an die spanische Telefónica, denen der viertgrößte deutsche Mobilfunkbetreiber Telefónica O2 gehörte, verkauft. KPN hielt 20,5 % an dem fusionierten Unternehmen.
Des Weiteren gehörte die SNT Deutschland AG zu KPN, die bis zum Jahr 2011 sämtliche Kundenservice-Einheiten inklusive Management des Mobilfunkproviders E-Plus/Base abgewickelt hat. Im Februar 2015 wurde das Unternehmen von seiner ehemaligen Muttergesellschaft KPN an die LIVIA-Gruppe verkauft. Im April 2008 wurde der deutsche Mobilfunk-Discounter blau Mobilfunk übernommen und zum 1. Januar 2013 an E-Plus verkauft.
América Móvil hielt seit dem Jahr 2012 über mehrere Jahre einen Anteil in Höhe von 16,08 % am Unternehmen. Dieser ist jedoch seit Februar 2024 auf unter 3 % zurückgegangen.
Im Netz der KPN werden Dienste von Mobilfunkdiscountern realisiert. Dazu gehörte beispielsweise Aldi Talk, ein Tarifangebot von Aldi Nord, das von Medion realisiert wurde und von 2009 bis Ende Juni 2022 im Netz von KPN vertreten war.
KPN war von 2000 bis 2015 Eigentümer des belgischen Mobilfunknetzes BASE. Wettbewerber von KPN in den Niederlanden sind Odido, Ziggo und Vodafone.
Im April 2021 wurde ein seit 2010 geheimgehaltener Bericht des Beratungsunternehmens Capgemini bekannt, nach dem der chinesische Netzausrüster Huawei ab 2009 in der Lage war, alle Anrufe der sechseinhalb Millionen Kunden von KPN abzuhören (worunter auch der damalige Premierminister Jan Peter Balkenende, mehrere Minister sowie chinesische Dissidenten waren) sowie Informationen darüber hatte, welche Rufnummern von Polizei und Sicherheitskräften abgehört wurden. Darüber hinaus habe Huawei Zugriff auf alle Kundendaten der KPN-Discountmarke Telfort gehabt.

Ehemaliges Logo
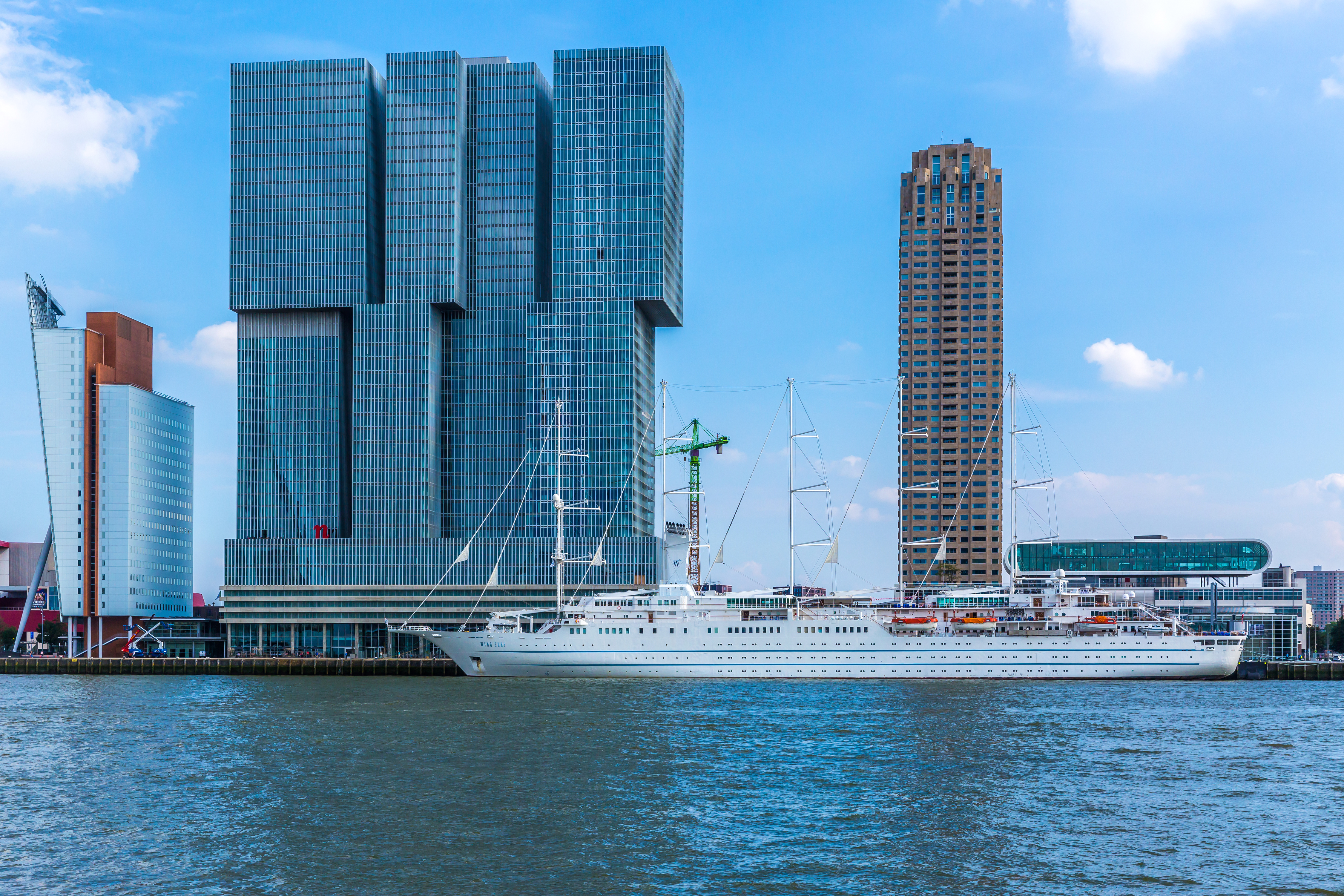
Zentrale in Rotterdam (links)
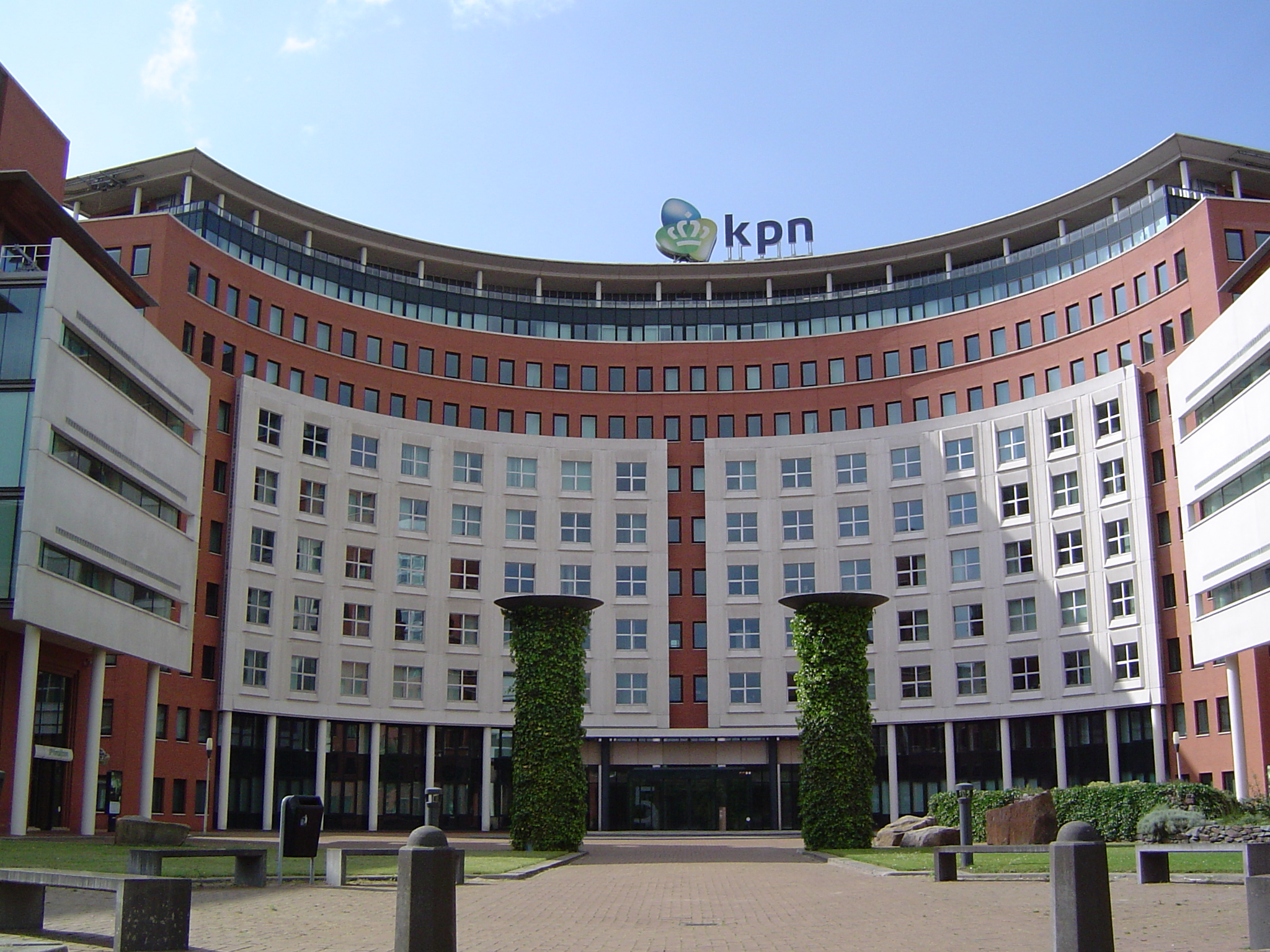
Ehemalige Zentrale in Den Haag
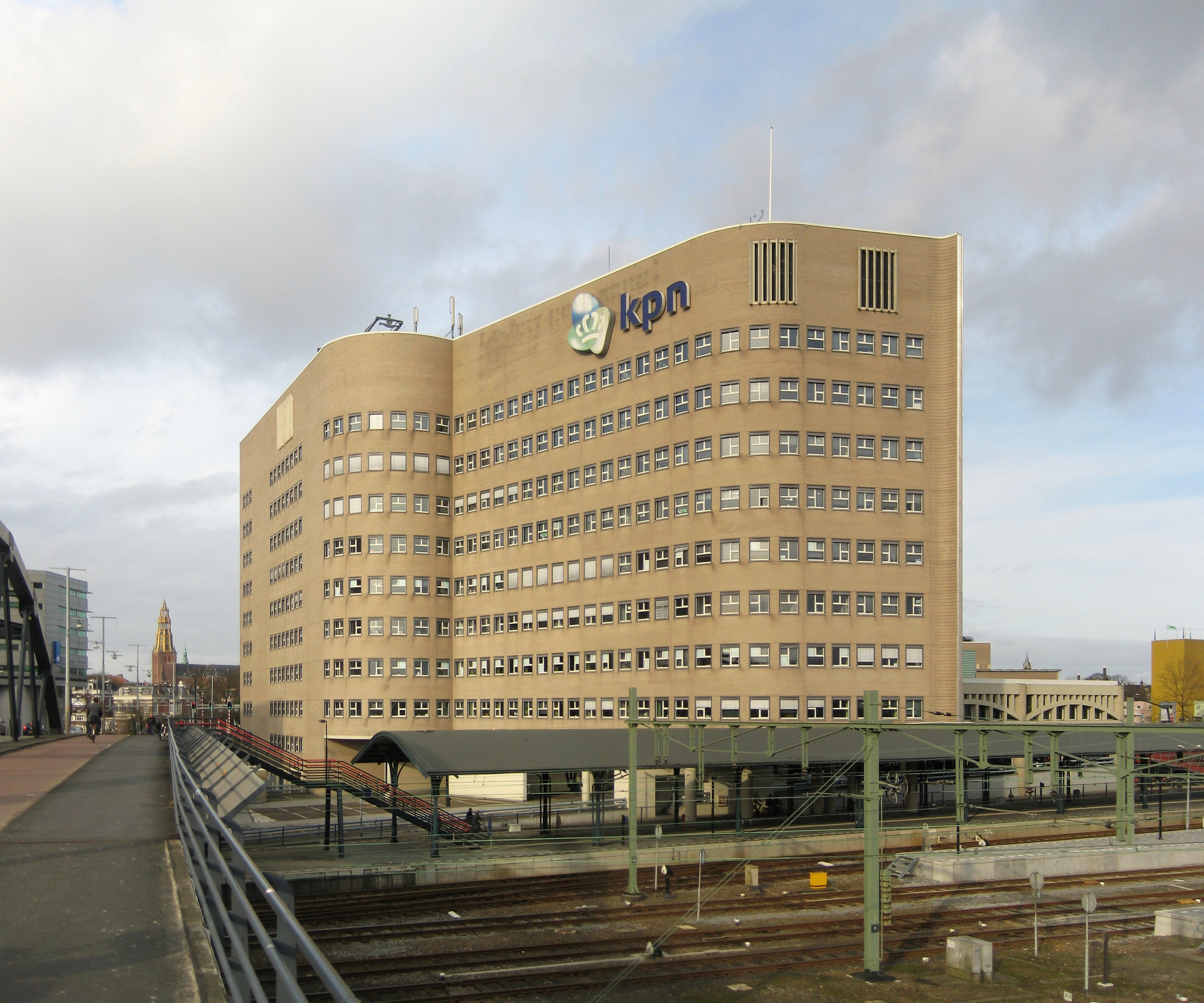
Niederlassung der KPN in Groningen 2012